# Fidel Surco
Fidel Andrés Surco Cañasaca (La Paz, Bolivia, 30 de noviembre de 1975) es un político y ejecutivo boliviano. En enero de 2017 fue vicepresidente del MAS-IPSP y mayo de 2024. En la legislatura 2010-2015 desempeñó el cargo de senador en la Asamblea Legislativa Plurinacional de Bolivia representando al Departamento de La Paz durante el segundo gobierno del presidente Evo Morales Ayma.

## Biografía
Fidel Surco nació en La Paz el 30 de noviembre de 1975. Es un político y dirigente sindical, fue ejecutivo, secretario general y técnico de la Confederación Sindical de Colonizadores de Bolivia (CSCB) hasta el año 2011. Surco es también empresario y propietario de la empresa de transportes Totaí, que es una de las empresas que tiene las flotas más grandes de transporte interprovincial al norte del departamento de La Paz.
El 12 de agosto de 2009, Surco fue víctima de 2 atentados fallidos de explosiones de bomba, su esposa doña Arminda Colque sufrió el segundo atentado de explosión de bomba que estaba dirigido a Surco mediante un sobre, el cual abrió su esposa causándole severos daños personales.
En 2010 fue elegido senador de Bolivia por el partido del Movimiento al Socialismo representando al Departamento de La Paz en la Asamblea Legislativa Plurinacional de Bolivia.
El 3 de enero de 2017 se anunció su elección como vicepresidente del Movimiento al Socialismo sustituyendo en el cargo a Leonardo Loza. Duró 9 días en cargo, siendo reemplazado el 12 del mismo mes por Gerardo García, quien hasta 05/05/2024 permaneció en el cargo.
El 5 de mayo de 2024 fue electo como vicepresidente del Movimiento al Socialismo, quien fue elegido en el Congreso en El Alto. La Sala Constitucional ordena al Tribunal Supremo Electoral acompañar al congreso del MAS en El Alto.